# Les Sables-d'Olonne
Les Sables-d'Olonne je pristaniško naselje in občina v zahodni francoski regiji Loire, podprefektura departmaja Vendée. Leta 1999 je naselje imelo 15.532 prebivalcev.

## Geografija
Kraj leži v zahodni Franciji ob Biskajskem zalivu.

## Administracija
Les Sables-d'Olonne je sedež istoimenskega kantona, v katerega so poleg njegove vključene še občine Château-d'Olonne, L'Île-d'Olonne, Olonne-sur-Mer, Sainte-Foy in Vairé z 42.679 prebivalci.
Naselje je prav tako sedež okrožja, v katerem se nahajajo kantoni Beauvoir-sur-Mer, Challans, L'Île-d'Yeu, la Mothe-Achard, Moutiers-les-Mauxfaits, Noirmoutier-en-l'Île, Palluau, Sables-d'Olonne, Saint-Gilles-Croix-de-Vie, Saint-Jean-de-Monts in Talmont-Saint-Hilaire s 189.875 prebivalci.

## Pobratena mesta
- Schwabach (Nemčija),
- Sliema (Malta),
- Worthing (Združeno kraljestvo).